# Tüskevár, Veszprém
Tüskevár  este un sat în districtul Devecser, județul Veszprém, Ungaria, având o populație de 580 de locuitori (2011). 

## Demografie
Componența etnică a satului Tüskevár
     Maghiari (96,89%)
     Romi (1,36%)
     Necunoscut (0,97%)
     Germani (0,78%)
     Alții (0,97%)
Componența confesională a satului Tüskevár
     Romano-catolici (72,41%)
     Fără religie (2,93%)
     Luterani (2,76%)
     Reformați (2,24%)
     Necunoscută (19,66%)
Conform recensământului din 2011, satul Tüskevár avea 580 de locuitori. Din punct de vedere etnic, majoritatea locuitorilor (96,89%) erau maghiari, cu o minoritate de romi (1,36%). Apartenența etnică nu este cunoscută în cazul a 0,97% din locuitori.  Din punct de vedere confesional, majoritatea locuitorilor (72,41%) erau romano-catolici, existând și minorități de persoane fără religie (2,93%), luterani (2,76%) și reformați (2,24%). Pentru 19,66% din locuitori nu este cunoscută apartenența confesională.